# توماس جی. وود
توماس جی. وود (انگلیسی: Thomas J. Wood; ۲۵ سپتامبر ۱۸۲۳ – ۲۶ فوریهٔ ۱۹۰۶) فرد نظامی اهل ایالات متحده آمریکا بود.